# Hosmany Ramos
Osmane Ramos, mais conhecido como Hosmany Ramos (Jacinto, 10 de fevereiro de 1945), é um criminoso, escritor e ex-médico-cirurgião brasileiro.
Após se formar em Medicina, Osmane passou a assinar como "Hosmany". Durante os anos 1970 tinha grande prestígio na área médica, atendia em dois consultórios próprios e era assistente de Ivo Pitanguy. Possuía ainda quatro carros importados e um apartamento de luxo em Copacabana.
O próprio ex-médico não sabe dizer o que o levou à vida de crimes, mas entre o fim da década de 1970 e o começo da de 1980 começou a traficar drogas internacionalmente, inclusive com voos agendados de seu avião particular. Seu romance com a jornalista e atriz Marisa Raja Gabaglia foi retratado por ela em um livro chamado Amor Bandido. Em 1981 foi condenado a 53 anos de prisão por roubo de aviões, contrabando de automóveis e pelo assassinato de seu piloto pessoal, Joel Avon, e do estelionatário Firmiano Angel.
Na cadeia, foi um dos poucos a conseguir escapar do presídio de segurança máxima de Taubaté. Não foi sua única fuga: no Dia das Mães de 1996 deixou o instituto penal agrícola de Bauru e não voltou, mas foi recapturado no mês seguinte, em Campinas, ao participar do sequestro do fazendeiro Ricardo Rennó, pelo qual foi condenado a mais 30 anos.
Hosmany responde a cerca de 23 inquéritos policiais. Durante o tempo em que esteve na prisão publicou oito livros, sendo que Marginália foi lançado inclusive na França. Seu livro Pavilhão 9 — Paixão e Morte no Carandiru foi lançado na Bienal do Livro do Rio de Janeiro em 2001, mas ele participou do evento por videoconferência, não tendo sua saída autorizada pela Justiça.
Hosmany cumpria pena em regime semiaberto na penitenciária de Valparaíso, mas em 1º de janeiro de 2009, durante saída temporária de Natal e Ano Novo, convocou a imprensa para anunciar que não voltaria à prisão, como forma de protesto contra as más condições da penitenciária e pelo medo de ser morto após denúncias que pretendia fazer em um livro. Ele de fato não voltou, e passou a ser considerado foragido da Justiça.
Anteriormente, sua intenção era reunir-se com os juízes da Vara de Execuções Criminais a fim de explicar sua atitude de não voltar à prisão na data originalmente prevista, mas os juízes garantiram que não havia possibilidade de o receberem. "Ele prega a igualdade entre os presos e quer agora ser privilegiado? Aqui ele não terá tratamento diferenciado", avisou o juiz Emerson Sumariva.
Em agosto daquele ano, depois de passar por Guiana Francesa e vários países da Europa, pegou um voo na Noruega com destino ao Canadá, com escala na Islândia, onde foi preso usando o passaporte de seu irmão. Pediu asilo político no país e deu entrevista à imprensa em que elogiou o sistema penitenciário local: "Em uma cela deste tamanho, eles colocariam de 30 a 40 prisioneiros no Brasil."
Hosmany foi condenado a 15 dias de prisão na Islândia pelo uso do passaporte do irmão, mas o Brasil enviou àquele país um pedido de extradição solicitando que ele fosse mantido preso até o processo ser finalizado. Ao portal G1, ele disse no início de setembro que a Justiça islandesa teria negado o pedido de extradição e que analisaria sua solicitação de asilo, e, ainda, que já teria cumprido sua pena "em excesso" no Brasil.
Em dezembro sua extradição foi autorizada pela Islândia, que aguardou apenas a análise de um recurso de Hosmany pedindo a reavaliação da extradição. A extradição foi autorizada em 26 de fevereiro de 2010 e ocorreu efetivamente em 6 de março, quando ele chegou ao Brasil em um voo de Londres e seguiu, ainda de avião, para Presidente Prudente, de onde foi transferido sob esquema de segurança para a Penitenciária de Junqueirópolis.
Está em liberdade desde setembro de 2016, mora em Palmas e voltou a exercer a medicina.
No dia 1º de maio de 2024 foi preso em Itajaí, após cometer uma tentativa de homicídio. A Polícia Civil ainda investiga as circunstâncias do crime. Informações preliminares apontam que o médico, alegando interesse em comprar um imóvel para uma clínica, se desentendeu com um morador local proprietário de vários imóveis durante um encontro, resultando no morador sendo atingido de raspão na cabeça por um tiro.